# Typ 99 Leichtes Maschinengewehr
Das Typ 99 leichte Maschinengewehr war ein japanisches Maschinengewehr. Es war der Nachfolger des bekannten Typ 11 leichten Maschinengewehrs, des Standard-Maschinengewehrs der japanischen Armee.

## Technische Merkmale
Das MG Typ 99 verschoss 7,7-mm-Geschosse. Frühere MG-Modelle der japanischen Streitkräfte nutzten schwächere Munition, die aufgrund eines Konstruktionsfehlers in den Waffen zudem gefettet werden musste, um (theoretisch) eine zuverlässige Funktion zu gewährleisten. In der Praxis führte die Schmierung jedoch zu umso häufigeren Funktionsstörungen, da im Fett zwangsläufig Staubpartikel hängen blieben, die den Mechanismus blockierten.

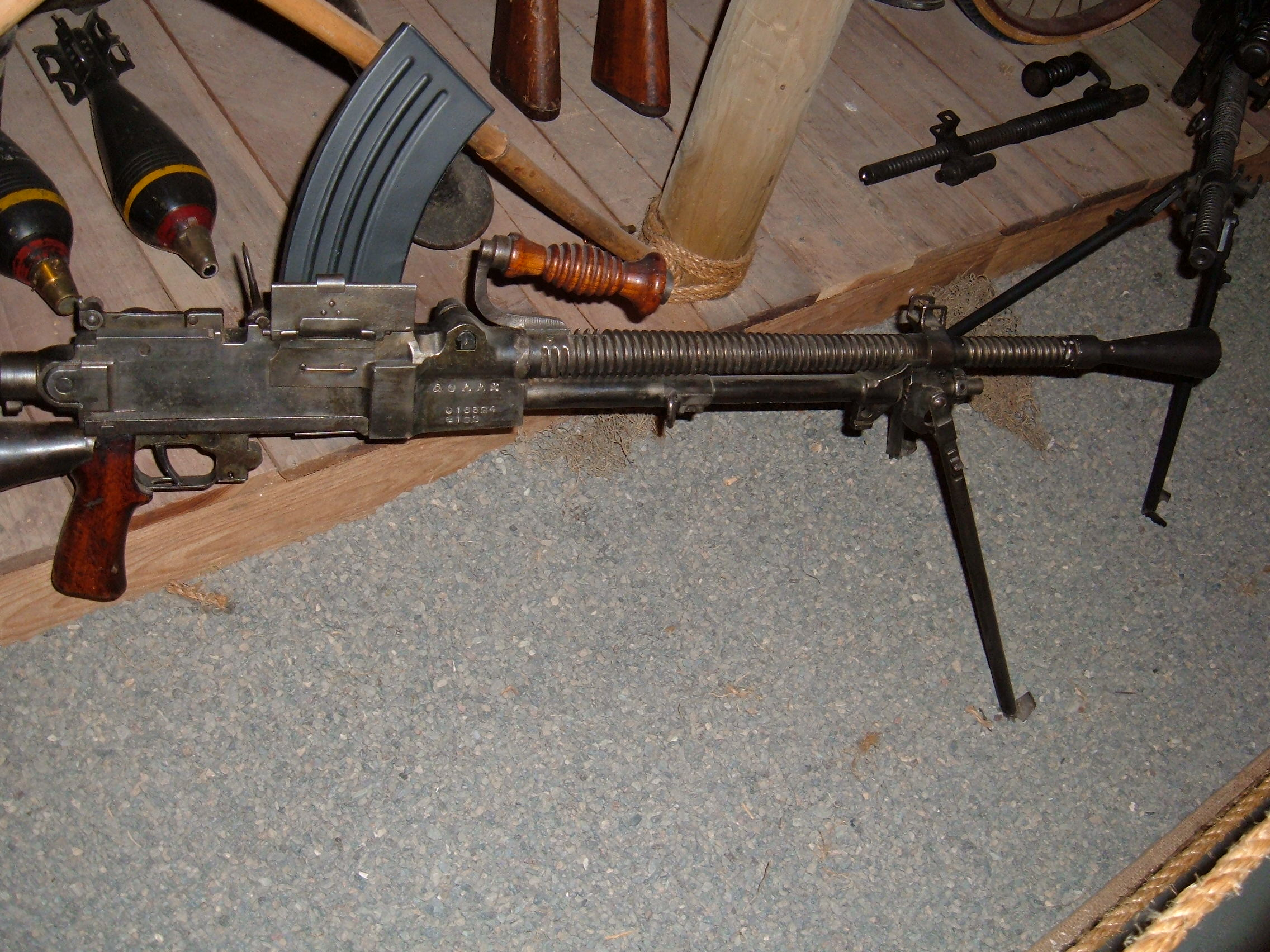
Ein leichtes Maschinengewehr Typ 99, hier mit Holzgriff

Die Konstruktion des Typs 99 wurde aufgrund dieser negativen Erfahrungen verbessert. Auf die Fettung der Munition konnte nun verzichtet werden, der Verschlussmechanismus war dadurch viel besser vor Staub und Schmutz geschützt, und Ladehemmungen traten deutlich seltener auf. Es wurden etwa 50.000 Stück gefertigt. Obwohl zum Standard-Maschinengewehr bestimmt, konnte der Produktionsausstoß nie mit dem Bedarf Schritt halten. Die japanische Armee war gezwungen, auf längst veraltete MGs zurückzugreifen.
Die Patronenzufuhr erfolgte von oben. Neben dem Kurvenmagazin gab es einen Zähler, der angab, wie viele Patronen sich noch im Magazin befanden. Dies verlieh der Waffe eine bessere Handhabung, jedoch beeinträchtigte das nach oben ragende Magazin die Sicht des Soldaten stark. Der nach oben verlagerte Schwerpunkt machte sie, neben ihrem starken Rückstoß (für den sie gefürchtet war), ungeeignet für den normalen Handwaffengebrauch. Die Waffe wurde darum hauptsächlich als stationäres oder Fla-MG eingesetzt.
Ein weiteres ungewöhnliches Merkmal für eine Waffe dieser Klasse war die unter dem Lauf angebrachte Bajonettaufnahme, was sich bei dieser Waffe aufgrund ihres hohen Gewichts und dem (abnehmbaren) Mündungsfeuerdämpfer am Laufende, der aufgesetzt einen Großteil der Klinge blockierte, als eher inpraktikabel erwies.
| Herstellungszahlen des Typ 99 lMG |      |        |        |        |        |        |           |
| Jahr                              | 1940 | 1941   | 1942   | 1943   | 1944   | 1945   | Insgesamt |
| Stückzahl                         | 0500 | 05.200 | 09.820 | 10.500 | 14.300 | 09.736 | 50.056    |

## Typ 99 Fallschirmjäger-Maschinengewehr
Mit der Aufstellung der Fallschirmtruppe des Heeres kam die Nachfrage nach einem für Fallschirmjäger zerlegbaren Maschinengewehr. Die Entwicklung begann 1938 und schnell wurde das Typ 99 als geeignete Waffe eingestuft und für seine neue Rolle modifiziert. Mit Hilfe einer durch einen Ring gesicherten Öse war das hölzerne Schulterstück mit dem Verschluss verbunden. Danach konnte der Lauf abgenommen werden, wobei er mit 666 mm das längste Stück der zerlegten Waffe darstellte. Damit konnte das zerlegte Typ 99 Fallschirmjäger-Maschinengewehr in die Waffentasche der Fallschirmhose gesteckt werden. Des Weiteren konnte das Zweibein entfernt werden. Eine weitere Besonderheit der zerlegbaren Typ-99-Version war der Austausch des hölzernen Pistolengriffs durch einen metallenen Griff. Dieser konnte, 90° gedreht, nach vorne geklappt werden. Der Prototyp wurde vom Nagoya Arsenal gebaut und erste Tests erfolgten 1943. Kurz darauf wurde es als diensttauglich eingestuft und als Typ 99 Fallschirmjäger Maschinengewehr an die Truppe ausgegeben. Nur wenige hundert Exemplare wurden produziert und von den Luftsturmtruppen verwendet.